# Guadalupe County (Texas)
Guadalupe County je okres ve státě Texas v USA. K roku 2010 zde žilo 131 533 obyvatel. Správním městem okresu je Seguin. Celková rozloha okresu činí 1 849 km². Byl pojmenován podle řeky Guadalupe River.